# 建国神廟

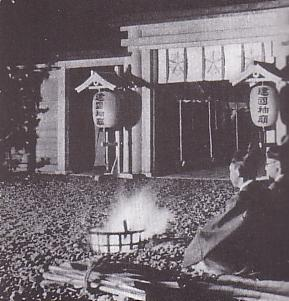
建国神廟鎮座祭（1940年7月15日）

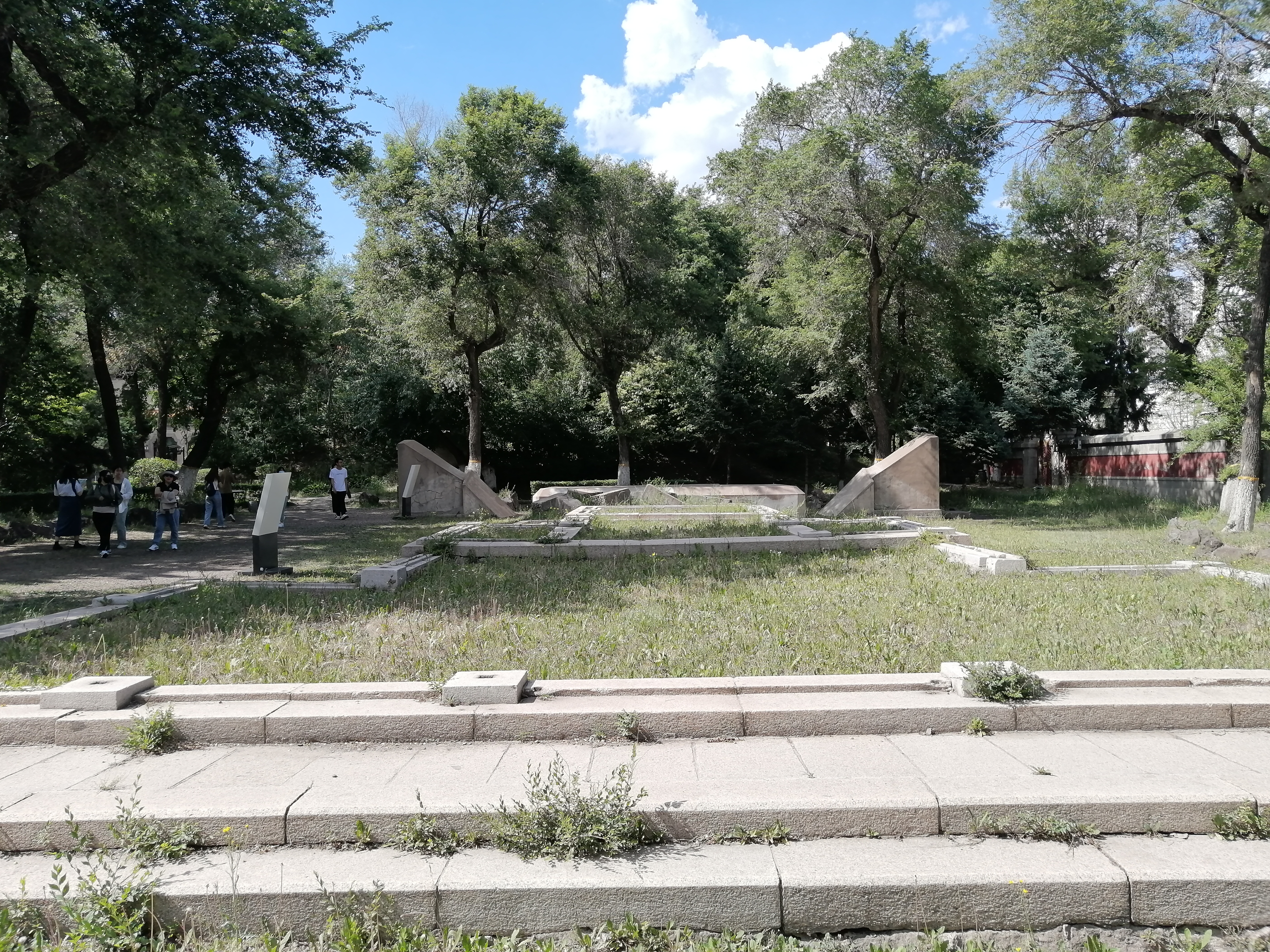
建国神廟の遺構（2023年6月）

建国神廟（けんこくしんびょう）は、満洲国の建国の元神とされた天照大神を祀った宗教施設。満洲国皇帝の帝宮内にあった。1940年（康徳7年）創建、1945年（康徳12年）廃絶。
日本のいわゆる国家神道上の神社とはされなかったが、祭神をはじめ、建物の構造や儀式などは神社そのものであった。

## 概要
建国神廟は、1940年（康徳7年）、満洲国首都・新京特別市の満洲国帝宮内に創建された。祭神は日本の皇室の祖神とされる天照大神。天照大神は、満洲国建国の元神ともされていた。
1940年（康徳7年）7月15日の払暁、建国神廟鎮座祭が執り行われ、天照大神の神降ろしが行われた。その後、満洲国皇帝・溥儀は文武百官を集め、「惟神（かむながら）の道」を国の基本とする「国本奠定詔書」を宣布した。また、建国神廟の祭祀・運営を所管する皇帝直隷機関として、同日付で祭祀府が新たに設置された。祭祀府総裁には、満洲国参議府副議長で元日本陸軍中将・近衛師団長の橋本虎之助が任命された。
建国神廟の創建は溥儀の発案とされる。1935年（康徳2年）の初訪日で、溥儀は日本皇室の影響を大きく受けるとともに、昭和天皇の威光と一体化することで、日本軍人・官僚勢力に対抗しようとした。その中で、天照大神への傾倒を強めていった。
1939年（康徳6年/昭和14年）秋、満洲国政府は非公式に日本の宮内省に対して天照大神の神廟を帝宮内に建立する考えがあることを伝えた。宮内省は陸軍省と協議して細部を詰め、1940年（昭和15年）6月21日付の外務大臣宛公文で正式に満洲国から日本政府に要請したことにより、内閣で閣議案の作成に着手した。内閣には、天照大神を他国の帝宮で祀ることに消極的な意見もあったものの、同年6月29日に「満洲国建国神廟創建ニ関スル件」を閣議決定し、即日、外務省を通じて満洲国政府に伝達した。この閣議決定では、満洲国政府からの公文で伝達された事項（建国神廟の創建、天照大神の奉祀、建国忠霊廟の創建などへの協力）を承服し、関係各省で研究の上、適切な措置を執ることなどを決めた。
昭和天皇は、満洲国が天照大神を祀ることにあまり気が進まなかったとされ、「中国には古来、祭天の信仰があるから、天を祀るのが妥当ではないか」と言ったという。

## 霊代
建国神廟の御霊代（神体）は、径10寸（約30.3cm）の無銘紐付き（紅の房紐付き）の白銅製丸鏡である。御霊代を納める唐櫃は、空襲に備えるため日本建鉄工業が製作した鉄製で、重さは50貫（187.5kg）あった。当初は天皇からの神鏡の下賜を宮内省に申し出たが、「天孫降臨ノ事實ト似通ヒ到底受諾シ難」いとして断られ、次に皇大神宮（伊勢神宮）の分霊をうけたいと申し出たが、これも宮内省に断られた。結局、満洲国皇帝が持参した神鏡に対して伊勢神宮で所定の修祓（お祓い）を行うことに落ち着いた。
そこで満洲国政府は、神鏡を京都の山東真一に調製させ、東京の高田義男装束店が納入した。1940年（康徳7年）6月、満洲国皇帝が皇紀2600年祝賀のため来日し、同年7月3日に行われた皇帝の伊勢神宮参拝の際、一行とは別に韋煥章外務局長官が完成した神鏡を納めた御筥を奉じて内宮神楽殿を訪れ、神部署職員による祝詞の奏上と御神楽が奉奏され、大麻をもって修祓が行われた。同年7月10日、修祓を受けた神鏡は皇帝とともに満洲国の国都新京に奉ぜられ、7月15日払暁、帝宮内に建立された建国神廟の内陣に安置された。また、皇帝が天皇から贈られた剣も神宝として建国神廟の内陣に奉納された。
1945年（康徳12年）8月9日のソビエト連邦による満洲侵攻に伴い、皇帝溥儀は満洲国政府要人と共に通化に疎開する事となり、神鏡も建国神廟を離れ、祭祀府の外島瀏祭務処長、武智章、岡田實両奉祀官に護られ、祭祀府総裁の橋本虎之助をはじめとする祭祀府職員家族と共に皇帝に同行した。一行は通化を経て朝鮮との国境に近い大栗子に移り、神鏡は大栗子鉄鉱の社宅に奉安された。8月18日午前0時30分、皇帝溥儀は退位式の挙行と満洲国解散の詔書を発して満洲国は解散した。溥儀は日本への亡命のため同日夜に大栗子を出発し、橋本総裁と御用掛の吉岡安直と共に外島処長が神鏡を捧持して随行した。翌8月19日に通化に到着して軍用機で奉天の飛行場に到着したが、奉天に進軍して来た赤軍（ソビエト連邦軍）に捕らえられ、溥儀と橋本総裁はシベリアに抑留連行された。神剣は橋本総裁がシベリアへ携行したが、ソ連官憲に没収されたといわれる。
神鏡は外島処長が釈放されたため、長春（新京から改称）に戻り、同年9月6日に旧新京神社社宅に奉遷した。翌1946年（昭和21年）5月15日、旧祭祀府関係者が同神社に集まり、増田総務処長が祭主となって昇神の儀が執り行われた。しかし外島処長は、神鏡は皇室から建国神廟に奉納されたものと信じていたため、自らの手で必ず日本に奉還すると主張して日本への帰国の日を待っていた。長春在留日本人の引き揚げ開始に伴い、神鏡は病身の外島処長から居留民団長の平島敏夫の保管に移り、総務部長の原幸夫の手によって、民団の手荷物と共に同年初冬、壷蘆島（葫芦島）から引揚船に乗船し、博多港に上陸。米軍及び博多引揚援護局の係官が確認後、行方不明となっている。

## 社殿

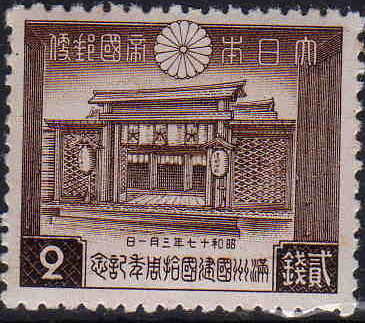
満洲国建国拾周年記念切手に描かれた社殿（1942年発行）

社殿は銅板葺木造の権現造で、内陣、祭祀殿、拝殿で構成されていた。
建国神廟は、満洲国版「伊勢神宮」という位置づけで創建されたが、日本の宮中三殿のように帝宮内にあるため一般人が参拝することは事実上不可能であった。この帝宮内の神廟は、当初仮神廟とされ、後日、帝宮外に一般の参拝もできる神廟の造営に着手することとされた。なお、この社殿は日本が1942年（昭和17年）に発行した満洲国建国10周年記念切手のうち2銭切手に描かれている。
1942年（康徳9年）7月15日、新たに新京特別市浄月区並びにその付近の地域を建国神廟造営用地として治定し、建国神廟を移転する計画が発表された。
同年12月21日の「建国神廟造営関係地域ニ関スル件」（康徳9年12月21日勅令第249号）及び「建国神廟造営関係地域」（康徳9年12月21日国務院佈告第18号）で、浄月潭を中心とした新京特別市、吉林省長春、通陽両縣に亘る2万3千町歩（約230 km2）の広大な地域を「神廟関係御造営地」と決定し、浄地（神域）とするため、「建国神廟造営関係地域ニ関スル件」（康徳9年12月21日勅令第249号）及び「建国神廟造営関係地域ニ関スル件施行規則」（康徳10年1月28日院令第1号）で新京特別市長又は縣長の許可無く工作物の新築・増改築を禁じたほか、土地の現状の変更、立木の伐採、広告物や看板に類する物件の設置を禁じた。浄月区における神殿は南向きで背後に丘陵を背負い、眼下には浄月潭の湖水を臨み、ここに架橋して伊勢神宮の宇治橋に擬せんとした。皇帝は二度もこの地を巡視し、修祓式を行って「建国神廟御造営予定地」の標木も建てられたが、具体的に造営することなく満洲国解散に至った。
帝宮内の仮神廟も、1945年（康徳12年）8月12日深夜、溥儀らが帝宮から脱出する陽動のため、火を放たれて焼失した。

## 祭祀

### 年間祭祀
祭祀は、1940年（康徳7年）7月に制定された建国神廟祭祀令（康徳7年7月15日勅令第181号）に基づき、皇帝が自ら主宰する大祭、皇帝の参拝が行われる中祭が定められた。なお、1941年（康徳8年）4月に制定された建国神廟祭祀令（康徳8年4月19日勅令第138号）で全部改正され、大祭・中祭が改正されると共に、祭祀府総裁が執行する小祭が定義されている。

#### 大祭
- 建国節祭（3月1日） - 満洲国の建国記念日（建国節）に行われる祭典。制定当初は「建国祭」だったが、建国神廟祭祀令（康徳8年4月19日勅令第138号）で改称された。
- 元神祭（7月15日） - 満洲国建国の元神である天照大神を奉祀する。制定当初は中祭「鎮座紀念祭」だったが、建国神廟祭祀令（康徳8年4月19日勅令第138号）で大祭に定められた。
- 遷座祭 - 鎮座の際に行われた臨時の祭礼。
- 臨時親告祭 - 1942年（康徳9年）の建国十周年祝典にあわせて行われた臨時の祭礼。

#### 中祭
- 歳旦祭（1月1日） - 宮中祭祀である歳旦祭に相当。
- 万寿節祭（2月6日） - 皇帝・溥儀の誕生を記念する。
- 紀元節祭（2月11日） - 友邦である大日本帝国の紀元節を恭賀する。建国神廟祭祀令（康徳8年4月19日勅令第138号）で削除。
- 祈穀祭（穀雨日） - 宮中祭祀である祈年祭に相当。
- 天長節祭（4月29日） - 友邦である大日本帝国の天長節を恭賀する。建国神廟祭祀令（康徳8年4月19日勅令第138号）で削除。
- 訪日宣詔紀念祭（5月2日）- 第一次訪日後に宣布した「回鑾訓民詔書」の宣布日を記念して神前に報告する祭典。建国神廟祭祀令（康徳8年4月19日勅令第138号）で削除。
- 嘗新祭（10月17日） - 宮中祭祀である新嘗祭に相当。

#### 小祭
- 歳暮祭（12月31日）
- 月旦祭（1月を除く毎月1日）
- 月例祭（7月を除く毎月15日）

### 特徴
- 神饌：厳寒時の調理が困難なこともあり、食材をそのまま供える生饌が採用された。満洲国の特産物である高粱や大豆などが供えられた[14]。
- 香：満洲での風習を取り入れ、神廟内に香炉を置いた案を設けて香を焚いた[14]。
- 神楽：日本風の雅楽が採用され、儀式のときに奏された[14]。
- 祝詞：延喜式祝詞に基づく「日文告文」と中国語の「満文告文」が用いられた[15]。
- 神札：伊勢神宮の神宮大麻に倣い、「建国神廟神璽」が各機関に授与された[16]。